# آنا غريكي
كوليت آنا جرجوري، المعروفة آنا جركي (وُلدت 14 مارس1931 وتوفيت 6 يناير 1966)، شاعرة جزائرية من أصل فرنسي. تزوجت جزائرياً، وتعتبر نفسها جزائرية. شاركت في نضال الجزائر للأستقلال عن فرنسا. تظهر أعمالها حبها لـجبال لأوراس التي نشأت بها، ومعتقداتها السياسية القوية.

## حياتها
ولدت كوليت آنا جرجوري في 14 مارس 1931في باتنة في الجزائر، كبرت في منعة بلدة صغيرة في جبال الأوراس، في مجتمع الشاوي البربرية. فهي من الجيل الثالث لعائلة فرنسية في الجزائر، والابنة الوحيدة لعائلة معلمين أندمجوا جداً في الثقافة الإسلامية. والدها معلم بالمدرسة الابتدائية. أصبحت واعية جداً ضد التميز والظلم والنظام. في فترة المراهقة كانت شديدة الفقر ولكن المجتمع ساعدها.
التحقت كوليت جرجوري بجامعة في باريس، ولكنها عادت إلي الجزائر قبل تخرجها لتناضل من أجل الاستقلال. انضمت إلي الحزب الشيوعي الجزائري. في عام 1955 أصبحت شيوعية في الوقت الذي تم فيه حظر الحزب الشيوعي. كانت دائما تناضل من أجل المساوة في حقوق المرأة. إلقي القبض عليها في أبريل 1957 وسجنت في سجن سركاجي. وكانت النساء هناك يتعرضون للضرب والأستغلال والتعذيب بالماء والكهرباء. أرسلت إلي معسكر الاعتقال، وفي 1958 تم ترحيلها ربما بسسب أصولها الفرنسية.
تزوجت كوليت جرجوري 1960. رجل جزائري يدعي ملكي. تكتب تحت باسم آنا جركي الاسم الذي يتكون من آخر اسمين باسمها. عادت كوليت بعد الأستقلال إلي الجزائر 1962. وفي 1963 كانت واحدة من عدد قليل من الأوروبيين التي أشارات إلي التميز في قانون 1963 الذي ينص علي انه علي كلا الابوين أن يكونوا جزائرين من جهة الأب وأن يكونوا مسلمين.
حصلت علي بكالوريوس في الأدب الفرنسي 1965 وأصبحت معلمة بمدرسة ثانوية في الجزائر. درست في مدرسة عبد القادر الثانوية.
توفت كوليت جرجوري 6 يناير 1966 خلال ولادة، عن عمر يناهزالأربع وثلاتين 34 سنة.

## اعمالها
تعكس أعمال آنا جريكي حبها لمسقط رأسها، الأوراس، ومعتقادتها السياسية.
فكتبت في وطنها الأم
(
Mon enfance et les délices, naquirent là à Menaa, commune mixte Arris, et mes passions après vingt ans, sont le fruit de leurs prédilections... Tout ce qui me touche en ce monde jusqu'à l'âme, sort d'un massif peint en rose et blanc sur les cartes.
(وُلدت طفولتي ومسراتي في "منعة"، تلك الكوميون الصلد، الذي لم أجنِ منه سوى شغفي بعد عشرين سنة من العيش به. فكل شئ لمس روحي في هذا العالم نتج عن كتله الصخرية المشار إليها على الخرائط باللونين الأحمر والوردي).
كان شعر آنا جركي ضمن أفضل الأشعار خلال حرب الاستقلال بالجزائر. فأثنت علي السيدات اللائي كانت لديهن الشجاعة للمشاركة في النضال من اجل الحرية، وكانت متفائلة للمستقبل. لم تركز علي العنائها في السجن ولكنها حاولت رفع معنويات النساء الأخريات.فكتبت
نشرت آنا جريكي مجلد واحد خلال حياتها، "الجزائر عاصمة الجزائر"، نشر في تونس 1963. كتب مقدمة هذا العمل مصطفي لاشراف.
أعمال أخرى نشرت بعد وفاتها.
- Éléments pour un art nouveau (with Mohammed Khadda) Galerie Pilote (Edmond Charlot), Algiers, 1966.
- Temps forts, Présence africaine, Paris, 1966.
- Théories, prétextes et réalités in Présence Africaine, n°58, 1966